# Аятський рудник
Аятський рудник – гірничодобувне підприємство в Костанайській області Казахстану, що провадить розробку Аятської групи бокситових родовищ.
Рудник почав свою роботу в 1970 році із розробки Аятського родовища, розташованого у поймі Тоболу. Розробка велась відкритим методом, при цьому відомо про існування щонайменше кар’єрів №1, №2, №3, №4, №5, №6 та №8, що знаходяться на обох берегах річки. В 2018-му виснажене родовище реанімували за допомогою запуску кар’єру №9, який має проектну глибину у 119 метрів. За кілька років також додали кар’єр №9а.
У 2000-х роках Аятський рудник почав реалізовувати проект введення в розробку Східно-Аятського родовища, запаси якого оцінювались у 52 млн тон, а глибина залягання бокситів становить біля 70 метрів. В 2009-му тут почав роботу кар’єр №6, в 2014-му ввели в дію кар’єр №5, а у 2020-му став до ладу кар’єр №4. Провадяться підготовчі роботи до спорудження кар’єру №2. Є відомості, що всього на базі Східно-Аятського родовища планують спорудити 16 кар’єрів. 
Розташування копалень поблизу великої річки пояснює високу обводненість, при цьому вода, що відкачується з кар’єрів, має високий вміст механічних домішок. Тому вона не скидається до Тоболу, а проходить через багатосекційний відстійники та спрямовується далі до групи озер.
Рудник належить до Краснооктябрьського бокситового рудоуправління компанії «Алюминий Казахстана».